# Kansas City (Oregón)
Kansas City es un área no incorporada ubicada en el condado de Washington en el estado estadounidense de Oregón. Kansas City se encuentra ubicada cerca de Forest Grove.

## Geografía
Kansas City se encuentra ubicado en las coordenadas 45°35′45.9″N 123°8′49.65″O / 45.596083, -123.1471250.